# Вон-Лолор, Том
Том Вон-Лолор (англ. Tom Vaughan-Lawlor; родился в 1977 году, Дандрум, Ирландия) — ирландский актёр. Наиболее известен по роли Ниджа в сериале «Любовь/Ненависть» производства Raidió Teilifís Éireann.

## Биография
Посещал De La Selle Collage Churchtown — государственную мужскую среднюю школу. Окончил Тринити-колледж в Дублине, а после поступил в Королевскую академию драматического искусства в Лондоне.
После того, как Том покинул КАДИ в 2004 году, он начал участвовать в разных пьесах и постановках на сцене театра.
С 2010 по 2014 год играл роль Найджела Делейни в ирландской телевизионной драме «Любовь/Ненависть». За эту роль Том был удостоен двух премий: за лучшую второстепенную роль на IFTA Awards 2012 и награду за лучшего актёра телевидения на IFTA Awards 2013. Во время съемок сериала продолжал играть на сцене театра.

## Личная жизнь
Том проживает в городе Витстабл вместе со своей супругой Клэр Кокс и сыном.
Отец Тома сыграл священника в сериале «Любовь/Ненависть», а его сын, Фредди, появлялся в эпизодах как сын Ниджа и Триш.

## Фильмография

### Фильмы
| Год  | Русское название              | Оригинальное название  | Роль         |
| ---- | ----------------------------- | ---------------------- | ------------ |
| 2006 | Хвост тигра                   | The Tiger’s Tail       | Ларри Куни   |
| 2007 | Джейн Остин                   | Becoming Jane          | Роберт Фоул  |
| 2011 |                               | Foxes                  | Джеймс       |
| 2016 | Афера под прикрытием          | The Infiltrator        | Стив Кук     |
| 2016 | Скрижали судьбы               | The Secret Scripture   | Маккейб      |
| 2017 | Третья волна зомби            | The Cured              | Конор        |
| 2018 | Мстители: Война Бесконечности | Avengers: Infinity War | Эбеновый Зоб |
| 2019 | Мстители: Финал               | Avengers: Endgame      | Эбеновый Зоб |

### Телевидение
| Год       | Русское название | Оригинальное название | Роль        |
| --------- | ---------------- | --------------------- | ----------- |
| 2010—2014 | Любовь/Ненависть | Love/Hate             | Нидж        |
| 2013      | Острые козырьки  | Peaky Blinders        | Бирн        |
| 2015      | Чарли            | Charlie               | П. Дж. Мара |
| 2016      |                  | Trial of the Century  | Патрик Пирс |

1. «Both sides of the story» Архивная копия от 21 августа 2016 на Wayback Machine. Irish Examiner. 15 июля 2013 года. Проверено 19 августа 2013 года
2. «Tom Vaughan-Lawlor». RSVP Magazine. 25 сентября 2013 года. Проверено 11 октября 2013 года
3. «Hair-raising day in sleepy Dáil when TV wise guys visit» Архивная копия от 19 августа 2016 на Wayback Machine. Irish Independent. 11 октября 2013 года. Проверено 11 октября 2013 года
4. «'Citizen Charlie', Starring Aidan Gillen & Tom Vaughan-Lawlor, to Begin Production Next Week» (недоступная ссылка). IFTN.ie. 10 октября 2013 года. Проверено 11 октября 2013 года